# Čedžu (mesto)
Mesto Čedžu (korejsko 제주시, latinizirano: Jeju-si; korejsko: [tɕe̞.dʑu]) je glavno mesto province Čedžu v Južni Koreji in največje mesto na otoku Čedžu. Mesto oskrbuje mednarodno letališče Čedžu (koda IATA CJU).
Mesto, ki leži na otoku ob Korejskem polotoku, ima večji del leta milo in toplo vreme. Mesto je znano letovišče s prestižnimi hoteli in javnimi igralnicami. Leta 2011 je med mestoma Seul in Čedžu letelo 9,9 milijona potnikov, zaradi česar je bila pot Gimpo–Jeju najbolj prometna potniška zračna pot na svetu.
Čedžu vsako leto sprejme več kot deset milijonov obiskovalcev, predvsem iz celinske Južne Koreje, Japonske in Kitajske. Mesto ima 486.604 prebivalcev in 225.139 gospodinjstev (244.468 moških in 245.136 žensk, maj 2024).

## Zgodovina
Območje mesta je igralo osrednjo vlogo že od pred zapisano zgodovino. Samsonghjol, luknje, iz katerih naj bi prišli trije predniki ljudstva Čedžu, so v središču mesta Čedžu.
Med japonsko vladavino v Koreji se je mesto preimenovalo v Saišū.
Mesto je od 1970-ih precej hitro raslo. Šin čedžu (신제주) ali 'novi Čedžu' je bil ustanovljen pred nekaj desetletji, na hribu od letališča, in v njem so številne vladne stavbe. Stavbe s slamnato streho, ki so bile pogoste po vsem mestu do 1970-ih, postopoma izginjajo.
Mesto je bilo leta 1955 ločeno od okrožja Bukdžeju. Vendar so volivci province Čedžu leta 2005 odobrili predlog o združitvi mesta z okrožjem Bukdžeju, s čimer bi združili tudi Seogvipo z okrožjem Namdžeju in ustvarili dve veliki mesti, ki bi ju neposredno upravljala provinca. Ta sprememba je začela veljati julija 2006.

## Gospodarstvo
Zaradi osrednje prometne lege mesto beleži glavni delež turističnega prometa na otoku. Številni turisti prispejo v mesto prek pristaniškega terminala ali letališča, bivajo v turističnih hotelih v soseski Sinždeju in ostanejo v mestu, da bi obiskali različne turistične znamenitosti. Mednje spadajo Zmajeva glava (Jongduam [ko]) ob obali; Samsonghjol, tri luknje v središču mesta; narodni park Hallasan v notranjosti; najvišjo goro v državi, Hallasan; in največji botanični vrt na svetu, Bundže Artpia. Bejzbolski stadion z 8500 sedeži je blizu središča mesta.
Mesto prodaja tudi veliko pomaranč, po katerih je Čedžu znan. Mesto je obdano s kmetijami pomaranč in mandarin.

## Geografija
V svojih nekdanjih mejah je bilo mesto od vzhoda do zahoda dolgo 19,3 kilometra, od severa do juga pa 10,2 kilometra. Na severu gleda čez Korejsko ožino na južno obalo province Južni Džola. Na jugu se na vrhu Hallasan, edine gore na otoku, sreča s Seogvipom.

## Turizem
Skozi mesto potekata pot Čedžu Olle (Jeju Olle Trail (korejsko 제주올레길)) in festival pohodništva.
Otok Udo, ena najbolj priljubljenih turističnih znamenitostiČedžuja, je ob vzhodni obali mesta. Leta 2016 ga je obiskalo 2,23 milijona obiskovalcev. Songsan Ilčulbong, nenavadno skledasta gora, je priljubljena zaradi prvega sončnega vzhoda v letu. Približno v tem času gosti festival sončnega vzhoda s predstavami in hrano.
Mesto ima kamniti park Čedžu v Džočonu. Veliki park se osredotoča na kulturno uporabo kamnov na otoku, njegovo mitologijo in šamanizem. Narodni muzej Čedžu stoji v samem mestu, blizu središča. V mestu je tudi park Kimnjung Maze. Budistični tempelj Jakčonsa ima naravni mineralni izvir, za katerega se trdi, da ima zdravilne moči, in je eden največjih templjev v vzhodni Aziji. Sodeluje v programu Templestay, kjer lahko gostje bivajo v budističnih templjih in doživijo budistično kulturo.